# 龜山俊樹
龜山俊樹，日本動畫音響監督、翻譯家，翻譯時則使用的筆名。目前是的代表理事。

## 經歷
- 先前隸屬於OMNIBUS PROMOTION Inc.，2010年後獨立工作。
- 自2004年《柯塞特的肖像》作品後，擔任許多新房昭之執導片子的音響監督。
- 在《血色花園》以路人身份擔任配音員。

## 人物
- 喜歡玩飛鏢，吃饺子，自己做燻製物品。

## 參加作品（音響）

### 電視動畫
1996年
- 魔法提琴手

1997年
- VIRUS
- 深海伝説MEREMANOID
- BØY

1998年
- SHADOW SKILL

1999年
- 伊甸少年
- 力量之石

2001年
- 辣妹當家
- 破邪巨星G彈劾凰
- 魔法少女貓
- 魔法遊戲

2002年
- 圓盤皇女
- 炸彈小新娘

2003年
- 戰爭程序員白瀨
- PEACE MAKER鐵
- 圓盤皇女 十二月的小夜曲

2004年
- 微笑的闪士
- 月詠
- 魔法少女奈葉

2005年
- 武器種族傳說
- BURN-UP
- 嬉皮笑園
- 魔法少女奈葉A's

2006年
- 奏光之Strain
- BLACK BLOOD BROTHERS
- 夜明前的琉璃色
- 血色花園

2007年
- 絕望先生
- 向陽素描
- PRISM ARK
- 魔法少女奈葉StrikerS

2008年
- 今天的五年二班
- 水晶之焰
- 非常男女 希臘神話
- 俗·絕望先生
- BUS GAMER
- 向陽素描×365

2009年
- 獄·絕望先生
- 瑪莉亞狂熱
- 天堂餐館

2010年
- 超級機械人大戰OG -The Inspector-
- 女僕咖啡廳
- 笨蛋，測驗，召喚獸
- 向陽素描×☆☆☆

2011年
- 電波女&青春男
- DOG DAYS
- 變態生理研討會
- 瑪利亞狂熱 ALIVE

2012年
2013年
2014年
2015年
2016年
- 斯黛拉的魔法

2017年
- 政宗君的復仇

### OVA
1999年
- 櫻花大戰 轟華絢爛

2000年
- 極速戰警
- 魍魎游擊隊

2002年
- 杀手阿一

2003年
- 三角心3 ～永恆之戀曲～
- PARASITE DOLLS

2004年
- 柯塞特的肖像

2005年
- 閃耀計畫
- 圓盤皇女 星靈節的新娘

2006年
- 圓盤皇女 時空與夢想的銀河之宴

2007年
- AIKa R-16:VIRGIN MISSION
- 死之少女

2008年
- 獄·絕望先生

2009年
- AIKa ZERO

2010年
- 變研會

2011年
- 改造新人類
- 笨蛋，測驗，召喚獸 〜祭〜

### 動畫電影
2000年
- 聖天空戰記

2002年
- 極速戰警 the Movie
- 極速戰警 Nina & Rei Danger Zone

2010年
- 魔法少女奈葉 The MOVIE 1st（Special Thanks）

2014年
- 一年級大個子·二年級小個子（日语：大きい1年生と小さな2年生）

## 外部連結
- （日語） 【音響監督、亀山俊樹さん・その1】小林ゆうさんは、いまの声優では突出した存在 - 小林ゆう『ゆうのお部屋』（页面存档备份，存于），龜山俊樹在法米通上的專訪。